# سكوت بنتلي
سكوت بنتلي (بالإنجليزية: Scott Bentley)‏ هو لاعب كرة قدم أمريكية أمريكي، ولد في 10 أبريل 1974 في دالاس في الولايات المتحدة.

## وصلات خارجية
- سكوت بنتلي على موقع مرجع كرة القدم المحترفة.كوم (الإنجليزية)